# 市村真一
市村 眞一（いちむら しんいち、1925年3月30日 - 2024年7月3日）は、日本の経済学者。京都大学名誉教授、大阪国際大学名誉教授、国際東アジア研究センター名誉顧問、東アジア経済学会名誉顧問。Ph.D.（マサチューセッツ工科大学、1953年）、経済学博士（大阪大学、1961年）。論文の題は「日本経済の構造」。専門は経済発展論（低開発国問題）、アジア経済学、計量経済学。Econometric Societyのフェロー（1962年‐）。
京都市出身。妻の父は近藤伝八陸軍大佐。

## 人物
- 戦後アメリカで経済学博士号を取得した第一世代の経済学者であり、動学的成長論や日本経済のマクロ分析で業績を上げる[8]。
- 京都大学東南アジア研究センター（現：京都大学東南アジア地域研究研究所）設立に参画して、幅広い観点から東南アジア研究と研究基盤の構築をリードして、日本の東南アジア研究の源流を作る[8]。
- 経済学とは、「どうすれば暮しを楽にできるかという問いに答えることである」として、アルフレッド・マーシャルの言葉「頭は冷静に、心は温かく」が経済学を学ぶ者の心構えであるとする[9]。
- 保守派の論客であり、産経新聞の「正論」執筆者のメンバーでもある。福田恆存・三島由紀夫・会田雄次・小田村寅二郎などとの共著『“憂国”の論理』（日本教文社、1970年）などの著書もある。また、新しい歴史教科書をつくる会や教科書改善の会の賛同者でもある[10][11]。

## 評価
- 原洋之介は、市村が東アジア共同体について、西洋諸国が「ヨーロッパ人」という意識を共有したような意識を東アジア諸国が共有できなければ、アジアの一体化はユートピアでしかなく、アジアの一体化は多くの対立・困難を乗り越えなければならず、数世代の時間がかかる長い道のりであり、そのためには相互理解を深める必要があり、「アジアの多くの国で、偉大な指導者が再登場し、近代化への障害という壁を乗り越えない限り、アジアは新しい世界秩序の中で重要な役割を果たすことはできないであろう」と述べている[12]として、理想主義的であり現実主義的でもある指摘は、決して忘れてはならない最も基本的な立脚点を提示していると評している[9]。
- 長尾信吾（広島大学名誉教授）は、アジア経済に対する市村の視覚には、「政治的視点からも経済を視る」「経済学者の分析には、ロゴスとパトスが必要である」という独自点があり、「貧困アジアの研究に身を投じた数量経済学のエキスパートにふさわしい」として、市村の著書を「確かに本書では『政治的視点』も『パトス』も、十分にその役割を果たしているように思われる。ときにパトスの『ほとばしり』を見るとしても」と評している[13]。
- 京都大学東南アジア地域研究研究所の後輩に当たる三重野文晴は市村を以下のように高く評している[14]。

## 略歴
- 1925年3月30日：京都市下京区三哲通猪熊西入に生まれる[3]
- 1931年4月：京都市梅逕尋常高等小学校入学
- 1937年4月：京都市第一商業学校入学
- 1941年12月：同校繰り上げ卒業、補習科入学
- 1942年4月：大阪外国語学校馬来語科入学
- 1944年
  - 9月：同校（校名を大阪外事専門学校と変更）インドネシア語科繰り上げ卒業
  - 10月：応召。特別甲種幹部候補生として豊橋第一陸軍予備士官学校入校
- 1945年
  - 6月：同校卒業。見習士官
  - 8月：陸軍少尉任官
  - 11月：復員、帰郷
- 1946年4月：京都帝国大学経済学部入学
- 1949年
  - 3月：京都帝国大学経済学部卒業
  - 4月：京都帝国大学大学院経済学研究科入学
  - 7月：和歌山大学助手、兼和歌山経済専門学校助教授に引用される
- 1950年
  - 6月：ガリオア奨学金を得て、米国留学。コロンビア大学英語夏期講座出席
  - 9月：コロンビア大学大学院経済学部入学
- 1951年
  - 8月：和歌山大学経済学部講師に補せられる
  - 9月：マサチューセッツ工科大学大学院経済学科へ転学
- 1953年
  - 6月：マサチューセッツ工科大学大学院博士課程修了。PhDの学位を受ける。
  - 12月：和歌山大学経済学部助教授に昇任
- 1956年4月：大阪大学経済学部附属社会経済研究室（現・大阪大学社会経済研究所）助教授に転任
- 1959年
  - 3月：国連エスカップ技術専門家としてバンコクにて勤務（同年4月まで）
  - 5月：ジョンズ・ホプキンス大学大学院経済学部客員講師（1960年3月まで）
- 1963年7月：大阪大学経済学部附属社会経済研究施設（現：大阪大学社会経済研究所）教授に昇任
- 1965年8月：カリフォルニア大学バークレー校大学院経済学部客員教授（1966年6月まで）
- 1966年
  - 4月：大阪大学社会経済研究所教授に配置換
  - 9月：ペンシルベニア大学大学院経済学部客員教授（1967年6月まで）
- 1968年11月：京都大学東南アジア研究センター教授に配置換
- 1969年4月：京都大学東南アジア研究センター所長に併任（1979年3月まで）
- 1980年6月：ボン大学（西ドイツ）客員教授（12月まで）
- 1985年
  - 2月：イースト・ウェスト・センター（米国ハワイ）研究員（3月まで）
  - 6月：シンガポール大学経済統計学部客員教授（10月まで）
- 1986年9月：コロンビア大学大学院経営学部客員教授（12月まで、1987年11月より1987年12月まで）
- 1988年
  - 3月：京都大学定年退官
  - 4月：京都大学名誉教授、大阪国際大学副学長（1995年まで）
- 1995年7月：国際東アジア研究センター所長（2002年3月まで）
- 2002年4月：国際東アジア研究センター顧問（2005年まで）
- 2004年秋、瑞宝中綬章受勲
- 2024年7月3日、老衰のため死去した。99歳没[15]。

学外における役職
- Econometric Society Council Member（1967年1月から1973年12月まで）[3]
- 国連開発計画委員会委員（現:開発政策委員会（英語版））（1972年から1990年まで）
- 東アジア経済学会 (EAEA: The East Asian Economic Association) 会長（1992年から2002年まで）
- 社団法人日本教育会会長（1983年から1990年まで）

## 研究課題
- アジア、太平洋諸国の計量モデル
- 中国の地域間産業連関表の作成
- 日本とアジアの経験に基づく「発展の政治経済学」

## 著書
- 『欧米の教育と日本の教育』（創文社 1964年）
- 『日本経済の構造　産業連関分析』（創文社 1969年）
- 『試練に立つ経済大国』（日本経済新聞社 1970年）
- 『現代をどうとらえるか-イデオロギーを超えて-』（講談社現代新書 1970年）
- 『世界のなかの日本経済』（中公新書 1973年）
- 『歴史の流れのなかに』（創文社 1976年）
- 『日本経済の進路を索めて』（創文社 1985年）
- 『教育の正常化を願って』（創文社 1985年、増補版1990年）
- 『日本とアジア発展の政治経済学』<ICSEAD叢書>（長尾信吾訳、創文社 2003年）
- 『激変するアジア情勢と中国及び日本の国家戦略』（國民會館<國民會館叢書>、2004年）
- 『経済学の基礎-経済循環の構造と計測-』（創文社 2005年）
- 『日本の教育をまもるもの　続・教育の正常化を願って』（創文社 2005年）
- 『皇室典範を改正しなければ、宮家が無くなる』（藤原書店 2012年）
- 『日本とアジア　経済発展と国づくり』（藤原書店 2022年）
- 『師恩友益　一経済学者の交友の想い出』（藤原書店 2023年）

### 編著
- 『現代人のための名著』（会田雄次・永井陽之助・宇野精一との編著、講談社現代新書 1968年）
- 『日本経済の計量分析-リーディングス-』（建元正弘との編著、東洋経済新報社 1970年）
- 『共産圏諸国の政治経済の動向』（猪木正道との編著、創文社 1974年）
- 『東南アジアを考える』（創文社 1974年）
- 『東南アジアの経済発展』<東南アジア研究叢書>（創文社 1975年）
- 『日本企業インアジア-ビジネスマンの見た東南アジア-』（東洋経済新報社<東経選書> 1980年）
- 『日本の教育・理想と苦悩』（創文社 1981年）
- 『アジアに根づく日本的経営』（東洋経済新報社<東経選書＞ 1988年）
- 『ゼミナール・現代日本の政治経済』（高坂正堯との編著、PHP研究所 1988年）
- 『中国から見た日本的経営』（東洋経済新報社 1998年）
- 『中国経済の地域間産業連関分析』<ICSEAD叢書>（王慧烔との編著、創文社 2004年）
- 『中国の計量経済学モデル』<ICSEAD叢書>（ローレンス・クラインとの編著、創文社 2006年）
- 『日本経済のマクロ計量分析』（ローレンス・クラインとの編著、日本経済新聞出版社 2011年）

### 共著
- 『今昔秀歌百撰』（特定非営利活動法人文字文化協會 2012年）

編者は他に岡崎久彦・蔡焜燦・遠藤浩一・藍川由美・福田逸・高島俊男・桶谷秀昭・稲田朋美・鷲尾英一郎・小堀桂一郎・笹原宏之・松本徹・早川聞多・土田龍太郎

### 訳書・英文
- アレクサンダー・エクスタイン他編『中国の経済発展』<東南アジア研究叢書>（監訳、創文社、1979年）
- (co-edited with Roy Bahl) Decentralization Politics in Asian Development (London: World Scientific, 2009)